# The Platters
The Platters fue un grupo musical estadounidense de rhythm and blues y doo wop compuesto por cinco cantantes (cuatro hombres y una mujer). Durante la década de 1950 alcanzaron el éxito con canciones como "Only you", "The Great Pretender", "My Prayer", "Twilight time", "Smoke Gets in Your Eyes" o "Harbor Lights".

## Inicios
The Platters se fundaron en Los Ángeles en 1952 con Herb Reed, Alex Hodge, Cornell Gunter y Joe Jefferson como miembros originales. Poco después de su fundación pasaron a ser dirigidos por Ralph Bass, A&R de Federal Records, sello subsidiario de King Records, con el que realizaron sus primeras grabaciones. En junio de 1953, Gunter dejó la formación para unirse a The Flairs y fue reemplazado por el vocalista Tony Williams. Tras lanzar sus primeros sencillos sin ningún éxito, Bass le pidió a su amigo, el empresario musical y compositor Buck Ram, que se encargara del grupo con la esperanza de obtener un disco exitoso. Ram comenzó a trabajar sobre las potencialidades y debilidades del grupo. Los primeros que hizo fue colocar el peso vocal del grupo sobre los hombros de Tony Williams, cuya voz era próxima a la de un tenor. Ram hizo también algunos cambios en la formación, se incorporó la vocalista Zola Taylor y en otoño de 1954, sustituyó a Alex Hodge por Paul Robi. Bajo la guía de Ram, The Platters grabaron ocho canciones para Federal Records en estilo R&B, logrando algunos éxitos menores. Durante estas sesiones, grabaron una versión inicial del tema "Only You (And You Alone)", escrita originalmente por Ram para The Ink Spots, si bien nunca llegó a ser publicada por Federal Records.
A pesar de su falta de éxito en las listas, The Platters eran rentables por sus actuaciones en vivo y el grupo The Penguins, que acababan de alcanzar el éxito con su sencillo "Earth Angel", le pidieron a Buck Ram que los representara. Ram llegó a un acuerdo con Mercury Records por el que para fichar a The Penguins, también tenía que contratar a The Platters. The Penguins nunca conseguirían un éxito para el sello.

## Éxito comercial
Convencido por Jean Bennett y Tony Williams de que "Only You" tenía potencial, Ram aceptó que The Platters volvieran a grabar la canción durante su primera sesión para Mercury. Lanzado en el verano de 1955, se convirtió en el primer Top Ten del grupo en las listas de éxitos pop y encabezó las listas de R&B durante siete semanas. El siguiente sencillo, "The Great Pretender", con letra escrita en el baño del Hotel Flamingo en Las Vegas por Buck Ram, superó el éxito de su debut y se convirtió en el primer éxito nacional del grupo. "The Great Pretender" estuvo once semanas en el número 1 de las listas R&B y dos encabezando la lista Billboard Hot 100. En 1956, The Platters aparecieron en Rock Around the Clock, la primera gran película basada en el rock and roll, donde interpretaron tanto "Only You" como "The Great Pretender". En junio de 1957 se presentan en el Teatro "Opera" de Buenos Aires (Argentina) por más de tres meses. Luego tuvieron actuaciones en Río de Janeiro y San Pablo (Brasil) y en Montevideo (Uruguay).
El estilo vocal único del grupo había tocado una fibra sensible en el público y continuaron publicando sencillos exitosos, incluidos tres números uno;  "My Prayer", en 1956 y "Twilight Time" y "Smoke Gets in Your Eyes" en 1958. Otros sencillos de éxito en esta época fueron "(You've Got) The Magic Touch" en 1956, "I'm Sorry" y "He's Mine" en 1957 y "Enchanted" en 1959.
The Platters comenzaron a tener dificultades con el público, cuando en 1959 los cuatro miembros masculinos fueron arrestados en Cincinnati por posesión de drogas y prostitución. Aunque nadie fue condenado, su reputación profesional se vio gravemente dañada y las emisoras de radio estadounidenses comenzaron a eliminar sus discos de las listas de reproducción.

## Cambios de formación y problemas legales
En 1960, el vocalista principal, Tony Williams, abandonó la formación para iniciar su carrera en solitario, siendo reemplazado por el tenor Sonny Turner. Mercury Records se negó a publicar más lanzamientos del grupo sin Williams en la voz principal, lo que provocó una demanda entre el sello y el mánager Buck Ram. Como resultado, el sello pasó dos años lanzando material antiguo de la era Williams hasta que expiró el contrato.
La formación del grupo se dividió aún más en 1964 con la marcha de Zola Taylor, que fue reemplazada consecutivamente por Beverly Hansen Harris, Barbara Randolph y Sandra Dawn. En 1965 también dejó el grupo Paul Robi, quien fue reemplazado por Nate Nelson, antiguo vocalista principal de The Flamingos. Esta división de la formación del grupo llevó a disputas legales sobre la propiedad del nombre de The Platters, con mandatos judiciales, cláusulas de no competencia y múltiples formaciones actuando bajo el mismo nombre al mismo tiempo. Williams, Robi y Taylor dirigieron sus propios grupos y durante un tiempo, Taylor, Robi y Lynch unieron fuerzas como "The Original Platters" con Johnny Barnes, como cantante principal.
Barry Smith llegó al grupo en 1959, reemplazando a Lynch.
Para distinguir a su formación de las ramificaciones iniciadas por exmiembros, Ram agregó su nombre al del grupo. Los "Buck Ram Platters" firmaron con Musicor Records y disfrutaron de un breve renacimiento en las listas de éxitos en 1966 y 1967, con los sencillos como "I Love You 1000 Times" y "With This Ring". Sonny Turner actuó como voclista principal en estos discos, con Reed, Lynch, Nelson y Dawn completando el grupo. Nelson dejó el grupo en 1967. Dawn, quien se fue en 1969, fue reemplazada por Regina Koco, quien permaneció con el grupo hasta 1983.
En 1969, Herb Reed, el último miembro de los Platters originales, dejó el grupo. Durante un período de tiempo, Reed actuó bajo el nombre de Herb Reed and The Platters. Nelson también trabajó con este grupo hasta que sufrió un infarto fatal en 1984. Después de la partida de Reed, Ram continuó promocionando ilegalmente su propio grupo Platters. Turner se fue en 1970 y fue reemplazado por Monroe Powell, quien siguió siendo un miembro constante desde 1970 hasta 1995, en medio de muchos otros cambios en la formación. Tony Williams formó su versión de The Platters en 1971 y anunció una gira mundial.
David Lynch falleció el 2 de enero de 1981 en el Veterans Hospital de Long Beach en California, víctima de un cáncer a los 51 años de edad. También víctima del cáncer, murió Paul Robi el 1 de febrero de 1989 a los 57 años.
Tony Williams murió por complicaciones de su diabetes mientras dormía a los 64 años el 14 de agosto de 1992 en Nueva York.
Zola Taylor murió en Riverside, California, el 30 de abril de 2007 los 69 años, debido a una neumonía. Fue interpretada por Halle Berry en la película de 1998 Why Do Fools Fall in Love.
Herb Reed murió en junio de 2012 a los 83 años. Reed fue el único miembro del grupo que apareció en todas las grabaciones originales de Platters.

## Legado
El grupo fue incluido en el Salón de la Fama del Rock and Roll en 1990 y en el Salón de la Fama de los Grupos Vocales en su año inaugural de 1998. The Platters fueron el primer grupo de la era del rock and roll en tener un álbum Top Ten en los Estados Unidos. También fueron el único grupo que incluyó tres canciones en la banda sonora de American Graffiti; "Smoke Gets in Your Eyes", "The Great Pretender" y "Only You".

## Discografía

### Sencillos

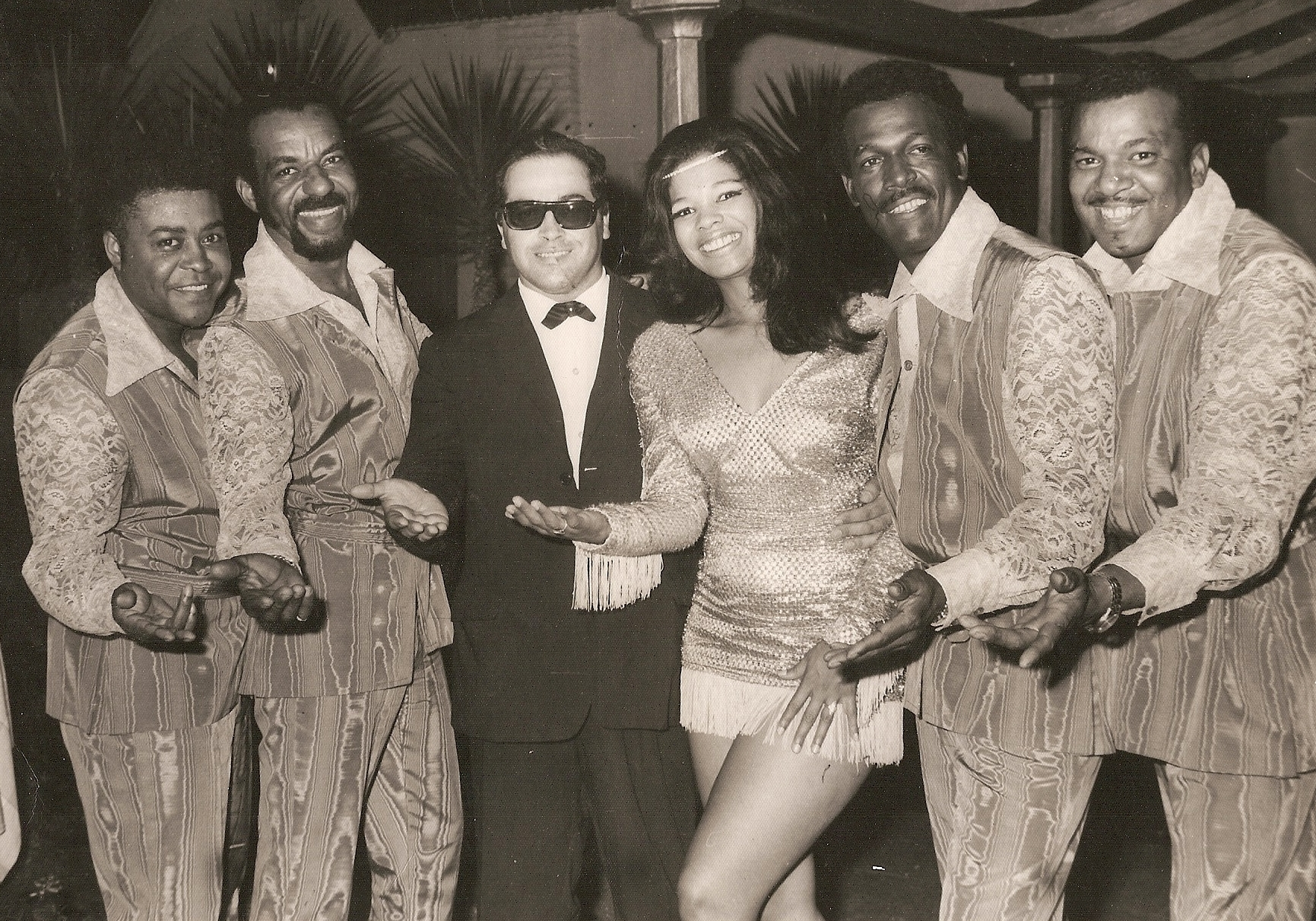
The Platters con un fan en Argentina.

- "I'll Cry When You're Gone / I Need You All The Time". Federal (enero 1954)
- "Roses Of Picardy / Beer Barrel Polka". Federal (junio 1954)
- "Tell The World / Love All Night". Federal (agosto 1954)
- "Voo-Vee-Ah-Bee / Shake It Up Mambo". Federal (noviembre 1954)
- "Maggie Doesn't Work Here Anymore / Take Me Back, Take Me Back". Federal (enero 1955)
- "Only You / Bark, Battle And Ball". Mercury (julio 1955) - POP #5, R&B #1; UK #5
- "The Great Pretender / .....  - POP #1, R&B #1; UK #5

..... / I'm Just A Dancing Partner". Mercury (noviembre 1955) - POP #87
- "Tell The World / I Need You All The Time". Federal (enero 1956)
- "(You've Got) The Magic Touch / .....  - POP #4, R&B #4

..... / Winner Take All". Mercury (febrero 1956) - POP #50
- "My Prayer / .....  - POP #1, R&B #1; UK #4

..... / Heaven on Earth". Mercury (junio 1956) - POP #39, R&B #13
- "You'll Never Never Know / .....  - POP #11, R&B #9; UK #23

..... / It Isn't Right". Mercury (agosto 1956) - POP #13, R&B #10; UK #23
- "Give Thanks / I Need You All The Time". Federal (agosto 1956)
- "On My Word of Honor / .....  - POP #20, R&B #7

..... / One in a Million". Mercury (noviembre 1956) - POP #20, R&B #7
- "I'm Sorry / .....  - POP #11, R&B #15; UK #18

..... / He's Mine". Mercury (febrero 1957) - POP #16, R&B #5
- "My Dream / .....  - POP #24, R&B #7

..... / I Wanna". Mercury (abril 1957) - POP #24
- "Only Because / The Mystery Of You". Mercury (agosto 1957) - POP #65
- "Helpless / Indiff'rent". Mercury (diciembre 1957) - POP #56
- "Twilight Time / Out Of My Mind". Mercury (abril 1958) - POP #1, R&B #1; UK #3
- "You're Making a Mistake / My Old Flame". Mercury (junio 1958) - POP #50
- "I Wish / .....  - POP #42

..... / It's Raining Outside". Mercury (septiembre 1958) - POP #93
- "Smoke Gets in Your Eyes / No Matter What You Are". Mercury (octubre 1958) - POP #1, R&B #3; UK #1
- "Enchanted / The Sound And The Fury". Mercury (febrero 1959) - POP #12, R&B #9
- "Remember When / Love Of a Lifetime". Mercury (mayo 1959) - POP #41; UK #25
- "Where / .....  - POP #44

..... / Wish It Were Me". Mercury (septiembre 1959) - POP #61
- "My Secret / What Does It Matter". Mercury (noviembre 1959)
- "Harbor Lights / .....  - POP #8, R&B #15; UK #11 (enero 1960)

..... / Sleepy Lagoon". Mercury (enero 1960) - POP #65
- "Ebb Tide / .....  - POP #56

..... /  (I'll Be With You In) Apple Blossom Time". Mercury (mayo 1960) - POP #102
- "Red Sails in the Sunset / Sad River". Mercury (agosto 1960) - POP #36
- "To Each His Own / Down The River Of Golden Dreams". Mercury (octubre 1960) - POP #21
- "If I Didn't Care / True Lover". Mercury (enero 1961) - POP #30
- "Trees / Immortal Love". Mercury (abril 1961) - POP #62
- "I'll Never Smile Again / You Don't Say". Mercury (julio 1961) - POP #25, R&B #17
- "Song For The Lonely / .....  - POP #115

..... / You'll Never Know". Mercury (noviembre 1961) - POP #109
- "It's Magic / Reaching For A Star". Mercury (enero 1962) - POP #91
- "More Than You Know / Every Little Moment". Mercury (julio 1962)
- "Memories / Heartbreak". Mercury (diciembre 1962)
- "Once in a While / I'll See You In My Dreams". Mercury (abril 1963)
- "Strangers / Here Comes Heaven Again". Mercury (junio 1963)
- "Viva Ju Juy / Quando Caliente El Sol". Mercury (octubre 1963)
- "Java Jive / Michael Row The Boat Ashore". Mercury (marzo 1964)
- "Sincerely / P.S. I Love You". Mercury (agosto 1964)
- "Love Me Tender / Little Things Mean A Lot". Mercury (noviembre 1964)
- "I Love You 1000 Times / Don't Hear, Speak, See No Evil". Musicor (abril 1966) - POP #31, R&B #6
- "Devri / Alone In The Night (Without You)". Musicor (septiembre 1966) - POP #111
- "I'll Be Home / (You've Got) The Magic Touch". Musicor (noviembre 1966) - POP #97
- "With This Ring / If I Had A Love". Musicor (febrero 1967) - POP #14, R&B #12
- "Washed Ashore (On A Lonely Island In The Sea) / What Name Shall I Give You My Love". Musicor (junio 1967) - POP #56, R&B #29
- "On The Top Of My Mind / Shing-A-Ling-A-Loo". Musicor (agosto 1967)
- "Sweet, Sweet Lovin' / Sonata". Musicor (octubre 1967) - POP #70, R&B #32
- "Love Must Go On / How Beautiful Our Love Is". Musicor (enero 1968)
- "So Many Tears / Think Before You Walk Away". Musicor (abril 1968)
- "Hard To Get A Thing Called Love / Why". Musicor (agosto 1968) - POP #125
- "Fear of Losing You / Sonata". Musicor (diciembre 1968)

POP: Billboard Hot 100 Chart, R&B: Billboard R&B/Hip-Hop Songs; UK: UK Singles Chart